# رودريك ريان
رودريك ريان (15 نوفمبر 1909 - 23 أكتوبر 1979) (بالإنجليزية: Roderick Ryan)‏ هو لاعب كريكت أسترالي.

## وصلات خارجية
- رودريك ريان على موقع إي آس بي آن كريك إنفو (الإنجليزية)